# Коньчевиці (Куявсько-Поморське воєводство)
Коньчевиці (пол. Kończewice, нім. Kunzendorf) — село в Польщі, у гміні Хелмжа Торунського повіту Куявсько-Поморського воєводства.
Населення — 814 осіб (2011).
У 1975-1998 роках село належало до Торунського воєводства.

## Демографія
Демографічна структура станом на 31 березня 2011 року:
|          | Загалом | Допрацездатний вік | Працездатний вік | Постпрацездатний вік |
| -------- | ------- | ------------------ | ---------------- | -------------------- |
| Чоловіки | 398     | 86                 | 287              | 25                   |
| Жінки    | 416     | 91                 | 259              | 66                   |
| Разом    | 814     | 177                | 546              | 91                   |